# EMM (artista musical)
Emma "EMM" Norris é uma cantora, compositora, produtora e criadora de conteúdo pop alternativo Estadunidense de Traverse City, Michigan, com sede em Los Angeles . Ela foi uma das primeiras mulheres a lançar um álbum completo, “Burning in the Dark”, que ela criou na íntegra do início ao fim, incluindo composição, produção, performance, mixagem e masterização. Curve (revista) descreveu a EMM, dizendo: "Ela é a definição de uma artista independente próspera: dando todas as ordens em sua própria carreira, dando vida a suas visões, participando de cada escolha sonora e de cada melodia que você ouve, apostando sobre si mesma e defendendo o que ela mais acredita. Impossível de controlar e impossível de conter, EMM é uma força." Além disso, EMM foi destaque no USA Today e Business Wire por seu envolvimento no aplicativo de mídia social Flipagram (agora conhecido como Vigo Video).

## Vida Pregressa
EMM nasceu e foi criada em Traverse City, Michigan. EMM vem de uma família de músicos; seu pai, um cantor de ópera e também é treinador vocal no Interlochen Center for the Arts, e sua mãe é uma harpista clássica. EMM foi educada em casa durante a maior parte de sua infância.

## Discografia

### Compilação de canções
| Ano  | Álbum               | Título                                                    |
| ---- | ------------------- | --------------------------------------------------------- |
| 2021 | SAPPHIRE            | Adderall                                                  |
| 2021 | SAPPHIRE            | Rebeca                                                    |
| 2021 | SAPPHIRE            | End                                                       |
| 2021 | SAPPHIRE            | The Loop                                                  |
| 2021 | SAPPHIRE            | Fall, PT. 2 (gaiola)                                      |
| 2021 | SAPPHIRE            | strangers                                                 |
| 2021 | SAPPHIRE            | Vice                                                      |
| 2021 | SAPPHIRE            | No Gods                                                   |
| 2021 | SAPPHIRE            | Top Of The Mountain                                       |
| 2021 | SAPPHIRE            | Catch Me If You Can                                       |
| 2021 | SAPPHIRE            | Top Of The Mountain [faixa bônus] (demo original de 2015) |
| 2020 | RUBY                | Fall                                                      |
| 2020 | RUBY                | Dirty                                                     |
| 2020 | RUBY                | Twin Flame                                                |
| 2020 | RUBY                | Wild Child                                                |
| 2020 | RUBY                | Psycho                                                    |
| 2020 | RUBY                | Devil in Disguise                                         |
| 2020 | RUBY                | Boys Like You                                             |
| 2020 | RUBY                | My Friend                                                 |
| 2020 | RUBY                | Satisfied                                                 |
| 2020 | RUBY                | Please                                                    |
| 2019 | EMERALD             | Freedom                                                   |
| 2019 | EMERALD             | Bite                                                      |
| 2019 | EMERALD             | Havoc                                                     |
| 2019 | EMERALD             | Lady                                                      |
| 2019 | EMERALD             | Not Sorry                                                 |
| 2019 | EMERALD             | Wicked                                                    |
| 2019 | EMERALD             | Cali Boy                                                  |
| 2019 | EMERALD             | 11                                                        |
| 2019 | EMERALD             | Peachy                                                    |
| 2019 | EMERALD             | Pretty Face - Live                                        |
| 2016 | Burning in The Dark | Kill All The Boyz                                         |
| 2016 | Burning in The Dark | Wrong                                                     |
| 2016 | Burning in The Dark | Killer Queen                                              |
| 2016 | Burning in The Dark | Avalanche                                                 |
| 2016 | Burning in The Dark | Burning In The Dark                                       |
| 2016 | Burning in The Dark | Judge Me                                                  |
| 2016 | Burning in The Dark | MAD                                                       |
| 2016 | Burning in The Dark | Personal                                                  |
| 2016 | Burning in The Dark | Ghost                                                     |
| 2016 | Burning in The Dark | Chick                                                     |
| 2016 | Burning in The Dark | Crooked Love                                              |
| 2016 | Burning in The Dark | Cool                                                      |

### Músicas
| Ano  | Título                         |
| ---- | ------------------------------ |
| 2020 | Never Come Down                |
| 2020 | Psycho (Rádio Editar)          |
| 2020 | Outcry                         |
| 2020 | Don't Surrender                |
| 2020 | Afterlife                      |
| 2020 | Spock                          |
| 2020 | Peachy (versão limpa)          |
| 2020 | Ego Overdose                   |
| 2019 | The Season                     |
| 2019 | Freedom (Sulvida Remix)        |
| 2019 | Adderall                       |
| 2018 | No Gods                        |
| 2017 | Killer Queen (Remix de Tronos) |
| 2017 | Avalanche (Gravitrax Remix)    |